# Alfréd Hajós
Alfréd Hajós, pierwotnie Arnold Guttman (ur. 1 lutego 1878 w Budapeszcie, zm. 12 listopada 1955 tamże) – węgierski pływak, lekkoatleta i piłkarz, uczestnik i dwukrotny złoty medalista I Nowożytnych Igrzysk Olimpijskich w pływaniu na 100 m i 1200 m stylem dowolnym.
Alfred Hajos miał 13 lat, kiedy zaczął pływać. Jego ojciec utonął w Dunaju.
Podczas ateńskich igrzysk w ekstremalnie zimnej wodzie (10 stopni) osiemnastoletni wówczas Hajós zwyciężył w wyścigach na 100 m (przed Otto Herschmannem) oraz na 1200 m (przed Joanisem Andreu z prawie trzyminutową przewagą). Miał także wystartować w wyścigu na 500 m, jednak zrezygnował, ponieważ wyścig ten był rozgrywany zaraz po finale na 100 m. Kiedy podczas obiadu dla zwycięzców, Książę Grecji zapytał Hajósa, gdzie nauczył się tak dobrze pływać, Hajós odpowiedział „W wodzie”. Hajós był najmłodszym zwycięzcą igrzysk w Atenach.
Hajós był bardzo wszechstronnym sportowcem, w roku 1895 i 1896 był mistrzem Europy w pływaniu na 100 m. W 1898 roku był mistrzem Węgier w biegu na 100 m, 400 m ppł. oraz w rzucie dyskiem. Był także napastnikiem piłkarskim (mistrzostwo kraju w 1901, 1902 i 1903 roku). W 1906 roku prowadził reprezentację Węgier w dwóch spotkaniach zakończonych remisem i zwycięstwem.
W 1924 roku razem z Dezső Lauberem (który był tenisistą podczas igrzysk w 1908 roku) zaprojektowali stadion, za co zostali nagrodzeni srebrnym medalem (jury nie przyznawało złotego medalu) w ramach Olimpijskiego Konkursu Sztuki i Literatury. W 1930 roku Hajós zaprojektował stadion na wyspie Małgorzaty na Dunaju, który był areną zmagań podczas mistrzostw Europy w 1958 i 2006 roku.
Jego brat Henrik Hajós został złotym medalistą w sztafecie 4 × 250 m stylem dowolnym podczas Olimpiady Letniej 1906 w Atenach.

## Wyniki podczas igrzysk

### Ateny 1896
| * 100 m stylem dow.  | Złoty medal     |
| * 1200 m stylem dow. | Złoty medal     |
| * 500 m stylem dow.  | nie wystartował |

## Osiągnięcia
- Dwukrotny złoty medalista olimpijski w pływaniu (100 i 1200 m. stylem dowolnym)
- Mistrz Europy 1895 i 1896 w pływaniu (na 100 m stylem dowolnym)
- Mistrz Węgier w 1898 roku (bieg na 100 m, 400 m ppł. i rzucie dyskiem) oraz w latach
- Mistrz Węgier w piłce nożnej (1901, 1902, 1903)